# Vlaamse Fysica Olympiade
De Vlaamse Fysica Olympiade (VFO) is een fysicawedstrijd die jaarlijks in Vlaanderen wordt georganiseerd voor leerlingen van de derde graad van het Vlaams secundair onderwijs. De wedstrijd probeert de fysicabeleving bij jongeren te stimuleren. De Vlaamse Fysica Olympiade valt onder het overkoepelend initiatief "de Vlaamse Olympiades voor Natuurwetenschappen". Onder deze noemer vallen ook de Vlaamse Biologie Olympiade, Vlaamse Chemie Olympiade, de Vlaamse Geografie Olympiade en de Junior Olympiade Natuurwetenschappen. 
De wedstrijd verloopt in drie rondes. De eerste en de tweede ronde bestaan uit meerkeuzevragen. De eerste ronde wordt in de deelnemende scholen georganiseerd onder toezicht van een schoolverantwoordelijke. De tweede ronde wordt aan verschillende universiteiten georganiseerd door het organisatiecomité. De finale van de VFO wordt centraal georganiseerd en bestaat uit drie open vragen en twee practicumproeven. De beste twee of drie laureaten mogen deelnemen aan de Internationale Fysica Olympiade (IPhO). 